# Odontaspis ferox
Espèce
Statut de conservation UICN

 VU A2bd+4bd : Vulnérable
Répartition géographique
Le requin féroce (Odontaspis ferox) est une espèce de requin de la famille des Odontaspididae, qui vit jusqu'à 1 000 mètres de fond et peut atteindre cinq mètres de long. Il est nommé « féroce » à cause de sa denture proéminente et menaçante, mais ne semble pas agressif envers l'être humain - qu'il a de toute manière peu de chances de rencontrer vu sa profondeur habituelle.

## Description et caractéristiques
C'est un assez gros requin, pouvant dépasser 4 m et 289 kg. Son museau est allongé et pointu, avec une bouche en retrait équipée de dents longues et fines, relativement proéminentes. Les yeux sont de taille modeste, avec une pupille ronde et sans membrane nictifiante. Les nageoires sont plutôt courtes, larges et arrondies. 

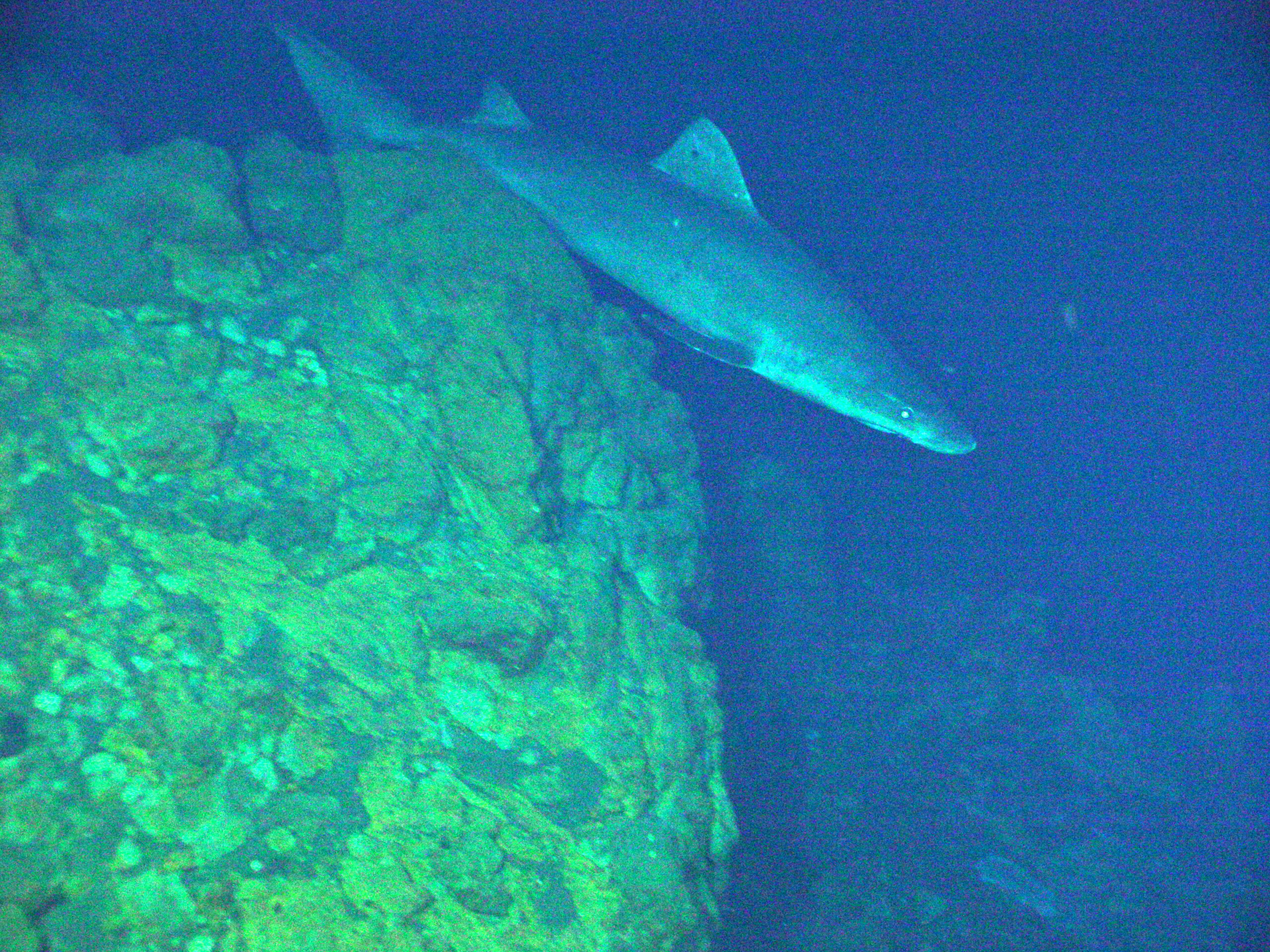
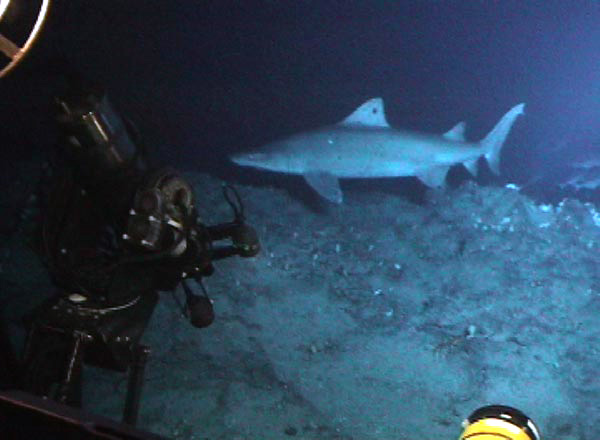
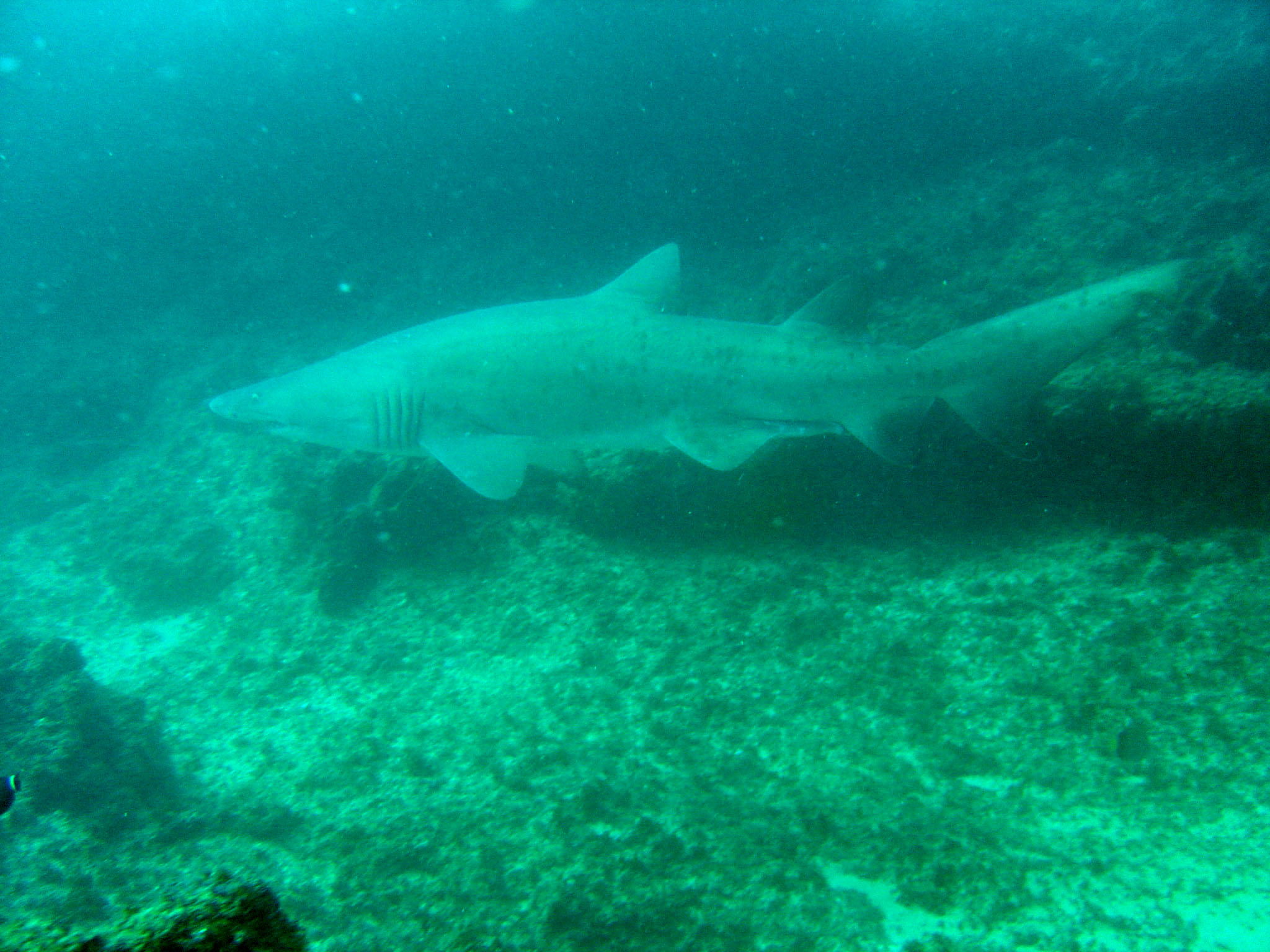
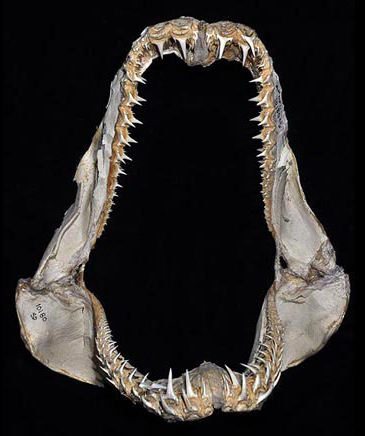
Mâchoire.
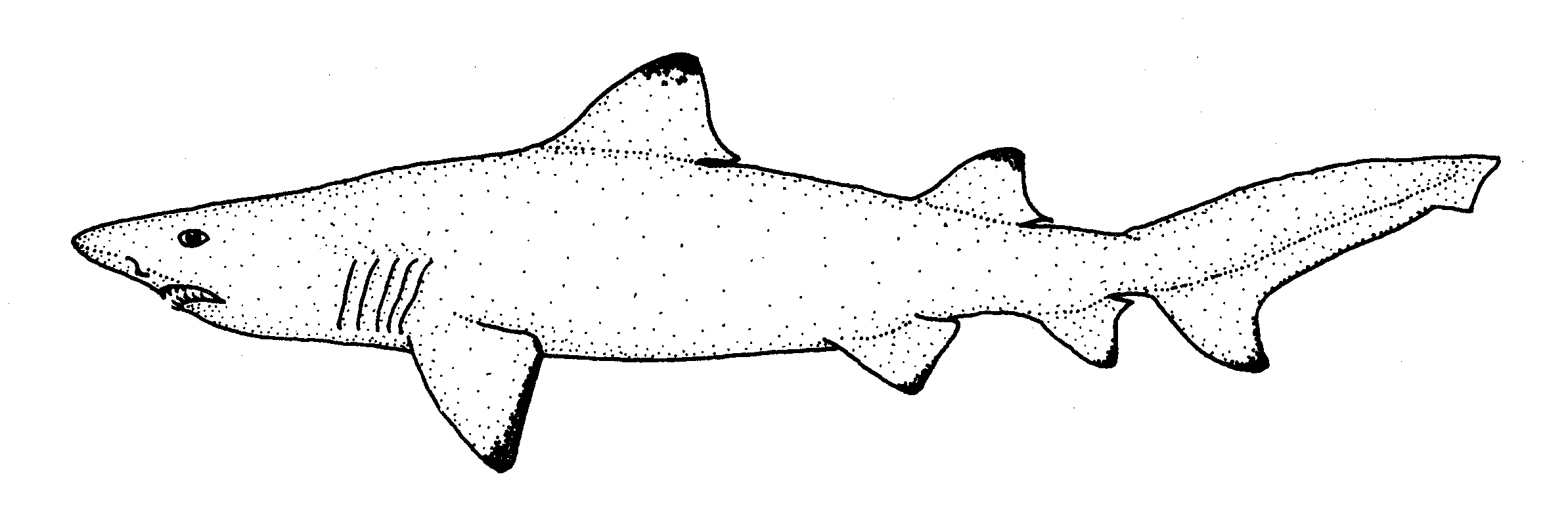
Schéma général.

## Habitat et répartition
C'est un requin de grande profondeur, signalé ponctuellement dans le monde entier. On le rencontre par exemple dans les eaux colombiennes de l'île de Malpelo. À une certaine période de l'année, on peut parfois l'observer car il remonte à moindre profondeur quand les eaux de surface sont froides (à cause du courant de Humboldt).
Le requin féroce reste mal connu. La Fundacion Malpelo a étudié son ADN, qui semble être identique à celui de spécimens trouvés au Liban.

## Observation sur les côtesfrançaises
Le 13 août 2012, un spécimen mâle de 2,50 m s'échoue vivant sur la plage d'Agon-Coutainville (Manche). Il est ensuite reconduit au large par les services de secours.
Le 21 septembre 2013, un spécimen mâle de 3,24 m pesant 220 kg s'échoue sur la plage de Pénestin (Morbihan),.
Le 15 août 2014, un spécimen mâle de 2,50 m s'échoue sur la plage d'Agon-Coutainville (Manche). Après avoir été aperçu par une personne ayant cru au départ qu'il s'agissait d'un dauphin, un homme, vacancier, a été vérifier et a bien confirmé qu'il s'agissait d'un requin. Après l'intervention des pompiers et de toutes les équipes de secours, le requin a été relâché à la mer après énormément de doutes concernant sa survie étant donné son état d'extrême épuisement.